# Johanna Lüttge
Johanna Lüttge, née le 10 mars 1936 à Gebesee en Thuringe et morte le 14 novembre 2022 à Leipzig, est une athlète allemande, lanceuse du poids pour la République démocratique allemande dans les années 1950 et 1960. Son plus grand succès a été sa médaille d'argent aux Jeux olympiques de Rome sous les couleurs de la République démocratique allemande au sein de l'Équipe unifiée d'Allemagne.

## Palmarès

### Jeux olympiques
- Jeux olympiques de 1956 à Melbourne ( Australie)
  - 11e au lancer du poids
- Jeux olympiques de 1960 à Rome ( Italie)
  -  Médaille d'argent au lancer du poids
- Jeux olympiques de 1964 à Tokyo ( Japon)
  - 9e au lancer du poids

### Championnats d'Europe d'athlétisme
- Championnats d'Europe d'athlétisme de 1958 à Stockholm ( Suède)
  - 4e au lancer du poids
- Championnats d'Europe d'athlétisme de 1962 à Belgrade ( Yougoslavie)
  - 4e au lancer du poids